# GLS Bank
Pour les articles homonymes, voir GLS.
GLS Bank (nom complet GLS Gemeinschaftsbank eG) est une banque éthique anthroposophe allemande fondée en 1974 à la suite d'une initiative des anthroposophes Wilhelm Ernst Bakkhoff et Gisela Reuther.

## Description
C’était la première banque en Allemagne qui opérait sur la base d’une philosophie éthique. D’après la GLS Bank, son accent sur des initiatives culturelles, sociales et écologiques a été initié par des personnes privées et non pas par des intérêts anonymes cherchant un capital ou un profit maximal. Le nom représente Gemeinschaftsbank für Leihen und Schenken qui se traduit en Banque communautaire pour prêter et donner. Avec des financements principalement dans les domaines culturels, sociaux et environnementaux, la GLS Bank essaie de faire face aux défis au sein de la société en développant des solutions créatives et durables.

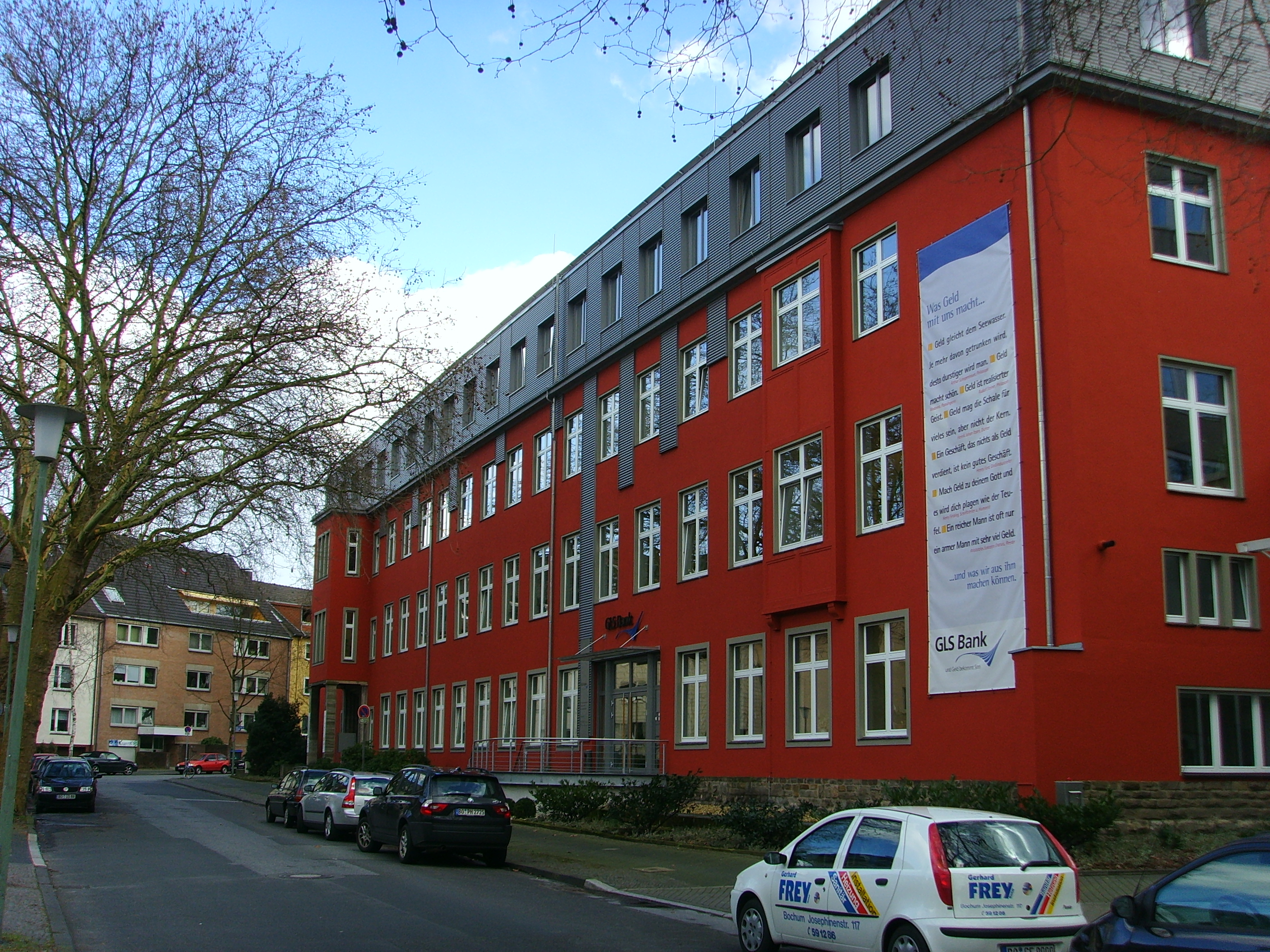
Le siège social de la banque à Bochum, Allemagne

La banque est une coopérative basée à Bochum en Allemagne. En novembre 2006, son encours était de 645 millions d’euros. Le 31 décembre 2008, l’encours total était de 1013 millions d’euros, et de 1847 millions le 31 décembre 2010, trois ans plus tard.

## Histoire
GLS Bank est créé comme une banque anthroposophique par des anthroposophes. En 2015, la banque a reçu le premier Prix d’excellence allemand de la part de la DQS (Société allemande de certification des systèmes de management),. Le prix a été accordé à la GLS Bank pour ses pratiques justes.
Pendant l’assemblée générale de décembre 2016, presque 80% des 1200 personnes présentes ont décidé d’introduire le GLS Beitrag, une forme de frais bancaire pour améliorer les services de la GLS,,.

## Croissance
En 2010, la banque a gagné plus que 18 000 nouveaux clients et en février 2011 a annoncé une croissance de 37%, la plus grande de l’histoire de la banque. En décembre 2016, la coopérative avait 46 313 membres, avec un nombre qui n’a pas dépassé les 41 982 membres en décembre 2015, soit une croissance de 10,3%.

## Controverses et lien avec l'anthroposophie
GLS Bank fait partie du mouvement anthroposophe depuis sa création en tant que banque anthroposophe. En 2018, elle est toujours dirigée par des anthroposophes et officiellement anthroposophe.